# Papilio mackinnoni
Papilio mackinnoni is een vlinder uit de familie van de pages (Papilionidae). De wetenschappelijke naam van de soort is voor het eerst geldig gepubliceerd in 1891 door Emily Mary Bowdler Sharpe.
Deze soort komt voor in Afrika ten zuiden van de Sahara, met uitzondering van het zuidelijkste deel.
De larven leven op planten van de wijnruitfamilie (Rutaceae): Clausena, Toddalia, Citrus, Teclea simplicifolia, Teclea nobilis en Teclea tricocarpa.

## Synoniemen
- Papilio mackinnoni immaculatus Suffert, 1904
- Papilio mackinnoni bimaculatus Suffert, 1904
- Papilio mackinnoni f. unimaculatus Le Cerf, 1924
- Papilio mackinnoni var. elgonia Bryk, 1926
- Papilio mackinnoni ab. ampliusmaculata Krüger, 1928
- Papilio mackinnoni mackinnoni f. addenda Dufrane, 1953

## Ondersoorten
- Papilio mackinnoni mackinnoni
- Papilio mackinnoni benguellae Jordan, 1908
- Papilio mackinnoni chiwomana Turlin & Lequeux, 2010[3]
  - holotype: "male. 28.X.2004. leg. T.C.E. Congdon." ABRI, Nairobi, Kenya
  - typelocatie: "Zambia, NW Zambia, Chiwoma Forest, 1350 m"
- Papilio mackinnoni equatoriana Turlin & Lequeux, 2010[3]
  - holotype: "male. I.2001. leg. J.P. Lequeux." MNHN, Parijs, Frankrijk
  - typelocatie: "Uganda, Kitgum district, Agoro-Agu Forest, 3°52'N, 33°E., 1500-2000 m"
- Papilio mackinnoni isokae Hancock, 1984
- Papilio mackinnoni karamojae Turlin & Lequeux, 2010[3]
  - holotype: "male. III.2009. leg. J.P. Lequeux." MNHN, Parijs, Frankrijk
  - typelocatie: "Uganda, SE Kidepo National Park, Kaabong district, Mt. Morungole, 1500-2000 m"
- Papilio mackinnoni mpwapwana Kielland, 1990
- Papilio mackinnoni reductofascia Kielland, 1990
- Papilio mackinnoni theodori Riley, 1921